# الحزب الاشتراكي الصربي
الحزب الاشتراكي الصربي ( (بالصربية: Социјалистичка партија Србије)‏ ؛ اختصار. СПС، SPS )، هو حزب سياسي في صربيا. تأسس في عام 1990 ليكون الخليفة المباشر لرابطة الشيوعيين في صربيا، مع سلوبودان ميلوشيفيتش الذي شغل منصب رئيس الحزب منذ تأسيسه حتى عام 1991، ومرة أخرى من عام 1992 حتى عام 2001. في عام 2003، تم انتخاب «Dači» كرئيس للحزب وكان يشغل منصب الرئيس منذ ذلك الحين. كان الحزب هو الحزب الحاكم في صربيا منذ تأسيسه حتى الانتخابات البرلمانية لعام 2000. تبنَّى الحزب طوال عقد التسعينيات من القرن العشرين المواضيع القومية، وصُنّف على أنه حزب قومي صربي، على الرغم من أن الحزب لم يعرّف نفسه على هذا النحو أبدًا.

## روابط خارجية
- الموقع الرسمي
- الشباب الاشتراكي

قالب:الأحزاب السياسية في صربيا
لم يتم العثور على روابط لمواقع التواصل الاجتماعي.